# Liste des planètes mineures non numérotées découvertes en mars 2008
Pour un article plus général, voir Liste des planètes mineures non numérotées découvertes en 2008.
Pour un article plus général, voir Liste des planètes mineures.
Cet article dresse la liste des planètes mineures (astéroïdes, centaures, objets transneptuniens et assimilés) non numérotées découvertes en mars 2008 dans l'ordre de leur découverte.
Au 15 janvier 2025, 661 077 des 1 434 993 planètes mineures répertoriées par le Centre des planètes mineures ne sont pas encore numérotées, soit 46,07 %.

## Rappel concernant la désignation provisoire
La désignation provisoire indique l'ordre de découverte de ces objets. En effet, cette désignation est composée de l'année de découverte (par exemple 2008) suivie de la quinzaine (demi-mois) de découverte (p.e. A = 1-15 janvier) puis de l'ordre de découverte dans cette quinzaine. Cet ordre est indiqué par une lettre et éventuellement un chiffre comme suit : A pour la première découverte, B pour la deuxième, ..., Z pour la 25e (le I n'est pas utilisé pour éviter la confusion avec 1), A1 pour la 26e, B1 pour la 27e, etc. , Z1 pour la 50e, A2 pour la 51e, B2 pour la 52e, etc. L'ordre de la numérotation ne suit donc pas l'ordre alphanumérique. 2008 AA1 suit ainsi 2008 AZ et précède 2008 AB1.

## Liste

### Du1erau 15 mars 2008
- 2008 EF
- 2008 EH
- 2008 EJ
- 2008 EL
- 2008 EM
- 2008 EN
- 2008 EO
- 2008 EP
- 2008 EQ
- 2008 ER
- 2008 EH1
- 2008 EK1
- 2008 EN1
- 2008 EP1
- 2008 ED2
- 2008 ES2
- 2008 EB3
- 2008 ED3
- 2008 EG3
- 2008 EE5
- 2008 ES5
- 2008 EU5
- 2008 EW5
- 2008 EX5
- 2008 EM6
- 2008 EN6
- 2008 EO6
- 2008 EA7
- 2008 EM7
- 2008 EP7
- 2008 ET7
- 2008 EZ7
- 2008 EA8
- 2008 EB8
- 2008 EC8
- 2008 ED8
- 2008 EA9
- 2008 EE9
- 2008 EF9
- 2008 EG9
- 2008 EJ9
- 2008 EZ9
- 2008 EO10
- 2008 EJ12
- 2008 EL12
- 2008 EO12
- 2008 EY12
- 2008 EK13
- 2008 EP13
- 2008 EZ13
- 2008 EP14
- 2008 EN18
- 2008 EQ18
- 2008 EP20
- 2008 ED22
- 2008 EF22
- 2008 EK26
- 2008 EC27
- 2008 EM27
- 2008 EN27
- 2008 ES28
- 2008 EM30
- 2008 EV30
- 2008 EG31
- 2008 EJ31
- 2008 EW31
- 2008 EC32
- 2008 ED32
- 2008 EF32
- 2008 EG32
- 2008 EW32
- 2008 EN34
- 2008 ER34
- 2008 ES34
- 2008 EF35
- 2008 EC36
- 2008 ER37
- 2008 EV37
- 2008 EG39
- 2008 EU40
- 2008 EC41
- 2008 EO43
- 2008 ES43
- 2008 ET43
- 2008 EU43
- 2008 ET44
- 2008 EG45
- 2008 EK46
- 2008 EC49
- 2008 EH49
- 2008 ER49
- 2008 EB50
- 2008 EL50
- 2008 EM52
- 2008 EK53
- 2008 EW53
- 2008 EU55
- 2008 EA56
- 2008 EG56
- 2008 EM56
- 2008 EA58
- 2008 EP58
- 2008 ED61
- 2008 EG61
- 2008 EQ61
- 2008 EV61
- 2008 EW61
- 2008 EH62
- 2008 ET62
- 2008 ER63
- 2008 ED64
- 2008 EV64
- 2008 EE65
- 2008 EG65
- 2008 EH65
- 2008 EP65
- 2008 EW65
- 2008 EE66
- 2008 EY66
- 2008 EC67
- 2008 EX67
- 2008 EC68
- 2008 EJ68
- 2008 EK68
- 2008 EL68
- 2008 EM68
- 2008 EU68
- 2008 EV68
- 2008 EX68
- 2008 EO71
- 2008 EB72
- 2008 EJ72
- 2008 EL72
- 2008 EB74
- 2008 EG74
- 2008 ER74
- 2008 EK76
- 2008 EQ76
- 2008 EX77
- 2008 EQ78
- 2008 EX79
- 2008 EX80
- 2008 EF81
- 2008 EZ83
- 2008 EO84
- 2008 EQ84
- 2008 EV84
- 2008 EW84
- 2008 EX84
- 2008 EY84
- 2008 EZ84
- 2008 EB85
- 2008 EC85
- 2008 ED85
- 2008 EE85
- 2008 EF85
- 2008 EG85
- 2008 EH85
- 2008 EJ85
- 2008 EK85
- 2008 EL85
- 2008 EP85
- 2008 EK86
- 2008 ES86
- 2008 ED90
- 2008 ER90
- 2008 EA91
- 2008 ES94
- 2008 EG95
- 2008 EG96
- 2008 ER96
- 2008 EY97
- 2008 EB98
- 2008 EK98
- 2008 EF100
- 2008 EO100
- 2008 EF101
- 2008 EG101
- 2008 EG102
- 2008 EO102
- 2008 EU102
- 2008 EZ102
- 2008 EC103
- 2008 EE103
- 2008 EU103
- 2008 EE104
- 2008 EG104
- 2008 EK104
- 2008 EN104
- 2008 EO104
- 2008 EP104
- 2008 EV105
- 2008 EZ105
- 2008 EG106
- 2008 ED107
- 2008 EH107
- 2008 EV107
- 2008 EF108
- 2008 EH108
- 2008 EM108
- 2008 EN108
- 2008 EH109
- 2008 EJ109
- 2008 EK109
- 2008 EO109
- 2008 EH110
- 2008 EA112
- 2008 ET112
- 2008 EU113
- 2008 EP114
- 2008 ET114
- 2008 EV114
- 2008 EX114
- 2008 EV115
- 2008 EY115
- 2008 EN117
- 2008 ED118
- 2008 ET118
- 2008 EX118
- 2008 ED119
- 2008 EO121
- 2008 EY121
- 2008 ED122
- 2008 EZ123
- 2008 EB124
- 2008 EF124
- 2008 ET124
- 2008 EU124
- 2008 EV124
- 2008 EC125
- 2008 EH125
- 2008 EL125
- 2008 EP125
- 2008 EW125
- 2008 EX126
- 2008 ED127
- 2008 EQ127
- 2008 EV127
- 2008 EE128
- 2008 ES132
- 2008 EU132
- 2008 EC133
- 2008 EE133
- 2008 EO133
- 2008 EF134
- 2008 EE135
- 2008 EW135
- 2008 EM136
- 2008 EH137
- 2008 ED138
- 2008 EF138
- 2008 EL138
- 2008 ES138
- 2008 EV138
- 2008 EW138
- 2008 EK139
- 2008 EE140
- 2008 EB141
- 2008 EE143
- 2008 EF143
- 2008 EL143
- 2008 EP143
- 2008 EC144
- 2008 EH144
- 2008 ES144
- 2008 EX144
- 2008 ED145
- 2008 EE145
- 2008 EH145
- 2008 EL145
- 2008 EO145
- 2008 EP145
- 2008 EZ145
- 2008 EO148
- 2008 EY149
- 2008 EU150
- 2008 EZ151
- 2008 EJ154
- 2008 EK154
- 2008 EL154
- 2008 EY154
- 2008 EA155
- 2008 EC155
- 2008 EE155
- 2008 EF155
- 2008 EL155
- 2008 EJ156
- 2008 EM156
- 2008 EV156
- 2008 EN160
- 2008 EQ160
- 2008 EW160
- 2008 EC161
- 2008 EG161
- 2008 EM161
- 2008 EG162
- 2008 EJ162
- 2008 EN162
- 2008 EJ163
- 2008 EL163
- 2008 EP163
- 2008 EB164
- 2008 EG164
- 2008 EL164
- 2008 EY167
- 2008 ET170
- 2008 EB172
- 2008 EM174
- 2008 ER174
- 2008 ED175
- 2008 EW175
- 2008 EK176
- 2008 EN176
- 2008 EQ176
- 2008 EU176
- 2008 EN177
- 2008 EQ177
- 2008 EQ178
- 2008 ER178
- 2008 ES178
- 2008 EU178
- 2008 EV178
- 2008 EW178
- 2008 EX178
- 2008 EZ178
- 2008 EC179
- 2008 ED179
- 2008 EE179
- 2008 EH179
- 2008 EL179
- 2008 EN179
- 2008 EP179
- 2008 EQ179
- 2008 ES179
- 2008 ET179
- 2008 EZ179
- 2008 EC180
- 2008 EF180
- 2008 EH180
- 2008 EJ180
- 2008 EK180
- 2008 EL180
- 2008 EM180
- 2008 EN180
- 2008 ER180
- 2008 ES180
- 2008 EQ181
- 2008 EG182
- 2008 EK182
- 2008 ET182
- 2008 EV182
- 2008 EZ182
- 2008 ES183
- 2008 ET183
- 2008 EV183
- 2008 EZ183
- 2008 EB184
- 2008 EE184
- 2008 EK184
- 2008 EZ184
- 2008 EB185
- 2008 ED185
- 2008 EF185
- 2008 EK185
- 2008 EO185
- 2008 EP185
- 2008 EQ185
- 2008 ES185
- 2008 ET185
- 2008 EU185
- 2008 EV185
- 2008 EO186
- 2008 ET186
- 2008 EW186
- 2008 EG187
- 2008 EL187
- 2008 EM187
- 2008 EO187
- 2008 ER187
- 2008 EU187
- 2008 EV187
- 2008 EW187
- 2008 EX187
- 2008 EY187
- 2008 EZ187
- 2008 EA188
- 2008 EB188
- 2008 EG188
- 2008 EL188
- 2008 EO188
- 2008 EQ188
- 2008 ER188
- 2008 EY188
- 2008 EF189
- 2008 EK189
- 2008 ET189
- 2008 EU189
- 2008 EV190
- 2008 EB191
- 2008 ED191
- 2008 EE191
- 2008 EQ191
- 2008 ET191
- 2008 EJ192
- 2008 EL192
- 2008 EM192
- 2008 EN192
- 2008 EP192
- 2008 EQ192
- 2008 ET192
- 2008 EU192
- 2008 EV192
- 2008 EW192
- 2008 EX192
- 2008 EC193
- 2008 ED193
- 2008 EK193
- 2008 EM193
- 2008 EN193
- 2008 EQ193
- 2008 EU193
- 2008 EX193
- 2008 ED194
- 2008 EE194
- 2008 EF194
- 2008 EG194
- 2008 EM194
- 2008 ER194
- 2008 ES194
- 2008 ET194
- 2008 EW194
- 2008 EY194
- 2008 EB195
- 2008 EF195
- 2008 EG195
- 2008 EP195
- 2008 ET195
- 2008 EE196
- 2008 EG196
- 2008 EH196
- 2008 EJ196
- 2008 EN196
- 2008 EP196
- 2008 EQ196
- 2008 ES196
- 2008 ET196
- 2008 EX196
- 2008 EY196
- 2008 EA197
- 2008 EB197
- 2008 EC197
- 2008 ED197
- 2008 EE197
- 2008 EF197
- 2008 EG197
- 2008 EJ197
- 2008 EL197
- 2008 EM197
- 2008 EN197
- 2008 EO197
- 2008 EP197
- 2008 EQ197
- 2008 ES197
- 2008 EU197
- 2008 EW197
- 2008 EX197
- 2008 EY197
- 2008 EZ197
- 2008 EA198
- 2008 ED198
- 2008 EM198
- 2008 EP198
- 2008 ER198
- 2008 ES198
- 2008 ET198
- 2008 EU198
- 2008 EV198
- 2008 EW198
- 2008 EX198
- 2008 EY198
- 2008 EZ198
- 2008 ED199
- 2008 EE199
- 2008 EF199
- 2008 EJ199
- 2008 EL199
- 2008 EM199
- 2008 EN199
- 2008 EO199
- 2008 EP199
- 2008 ER199
- 2008 ES199
- 2008 ET199
- 2008 EU199
- 2008 EV199
- 2008 EW199
- 2008 EX199
- 2008 EY199

### Du 16 au 31 mars 2008
- 2008 FB
- 2008 FC
- 2008 FE
- 2008 FG
- 2008 FH
- 2008 FJ
- 2008 FK
- 2008 FM
- 2008 FO
- 2008 FP
- 2008 FV
- 2008 FW
- 2008 FG1
- 2008 FU1
- 2008 FY1
- 2008 FU2
- 2008 FM3
- 2008 FR4
- 2008 FU4
- 2008 FD5
- 2008 FE5
- 2008 FF5
- 2008 FH5
- 2008 FJ5
- 2008 FW5
- 2008 FX5
- 2008 FN6
- 2008 FS6
- 2008 FW6
- 2008 FX6
- 2008 FY6
- 2008 FJ7
- 2008 FK7
- 2008 FL7
- 2008 FM7
- 2008 FT7
- 2008 FZ7
- 2008 FQ8
- 2008 FX8
- 2008 FJ10
- 2008 FY11
- 2008 FB12
- 2008 FM13
- 2008 FH14
- 2008 FF15
- 2008 FK15
- 2008 FG16
- 2008 FJ16
- 2008 FM16
- 2008 FQ16
- 2008 FC17
- 2008 FM17
- 2008 FN17
- 2008 FB18
- 2008 FJ18
- 2008 FS18
- 2008 FZ18
- 2008 FO19
- 2008 FR19
- 2008 FS19
- 2008 FB21
- 2008 FF21
- 2008 FP21
- 2008 FY21
- 2008 FH22
- 2008 FK22
- 2008 FT22
- 2008 FH23
- 2008 FV23
- 2008 FB24
- 2008 FC24
- 2008 FC25
- 2008 FC26
- 2008 FL27
- 2008 FP27
- 2008 FS27
- 2008 FW28
- 2008 FF29
- 2008 FM29
- 2008 FX29
- 2008 FJ30
- 2008 FU30
- 2008 FA31
- 2008 FU31
- 2008 FZ31
- 2008 FH32
- 2008 FG33
- 2008 FL33
- 2008 FM33
- 2008 FK34
- 2008 FM34
- 2008 FU34
- 2008 FY34
- 2008 FX35
- 2008 FF36
- 2008 FS36
- 2008 FW37
- 2008 FN38
- 2008 FQ39
- 2008 FV39
- 2008 FA40
- 2008 FJ41
- 2008 FO41
- 2008 FU41
- 2008 FX41
- 2008 FA42
- 2008 FO42
- 2008 FP42
- 2008 FD43
- 2008 FS43
- 2008 FX43
- 2008 FC45
- 2008 FU45
- 2008 FX45
- 2008 FD47
- 2008 FF47
- 2008 FO47
- 2008 FQ47
- 2008 FU47
- 2008 FC48
- 2008 FE48
- 2008 FF48
- 2008 FH48
- 2008 FQ48
- 2008 FY48
- 2008 FE49
- 2008 FQ49
- 2008 FY50
- 2008 FL51
- 2008 FB52
- 2008 FD52
- 2008 FM52
- 2008 FG53
- 2008 FE54
- 2008 FK54
- 2008 FL55
- 2008 FM55
- 2008 FE56
- 2008 FK56
- 2008 FR56
- 2008 FT56
- 2008 FU56
- 2008 FW56
- 2008 FY56
- 2008 FA57
- 2008 FW59
- 2008 FF61
- 2008 FX61
- 2008 FN62
- 2008 FQ62
- 2008 FT62
- 2008 FJ64
- 2008 FM64
- 2008 FY64
- 2008 FG67
- 2008 FD69
- 2008 FL69
- 2008 FV70
- 2008 FY71
- 2008 FD72
- 2008 FH72
- 2008 FK72
- 2008 FA73
- 2008 FP73
- 2008 FG74
- 2008 FJ74
- 2008 FU74
- 2008 FW74
- 2008 FD75
- 2008 FM76
- 2008 FB77
- 2008 FF77
- 2008 FH77
- 2008 FC78
- 2008 FM78
- 2008 FE79
- 2008 FJ79
- 2008 FO79
- 2008 FP79
- 2008 FR79
- 2008 FT79
- 2008 FZ79
- 2008 FA80
- 2008 FC80
- 2008 FD80
- 2008 FP80
- 2008 FL81
- 2008 FT81
- 2008 FY82
- 2008 FP83
- 2008 FS83
- 2008 FW83
- 2008 FL84
- 2008 FR84
- 2008 FU84
- 2008 FV84
- 2008 FG85
- 2008 FK85
- 2008 FS86
- 2008 FW86
- 2008 FD87
- 2008 FF87
- 2008 FG87
- 2008 FO87
- 2008 FW87
- 2008 FY87
- 2008 FZ87
- 2008 FN88
- 2008 FS88
- 2008 FU90
- 2008 FH91
- 2008 FP91
- 2008 FA92
- 2008 FB92
- 2008 FH92
- 2008 FL92
- 2008 FN92
- 2008 FO92
- 2008 FQ92
- 2008 FV92
- 2008 FZ92
- 2008 FB93
- 2008 FS93
- 2008 FU93
- 2008 FY93
- 2008 FH94
- 2008 FU94
- 2008 FB95
- 2008 FL95
- 2008 FE96
- 2008 FK96
- 2008 FB97
- 2008 FR97
- 2008 FU97
- 2008 FW97
- 2008 FH98
- 2008 FS98
- 2008 FH99
- 2008 FE100
- 2008 FU100
- 2008 FA101
- 2008 FK101
- 2008 FA103
- 2008 FP105
- 2008 FE106
- 2008 FM106
- 2008 FZ106
- 2008 FK107
- 2008 FL107
- 2008 FR107
- 2008 FH108
- 2008 FJ108
- 2008 FO108
- 2008 FQ108
- 2008 FE109
- 2008 FN109
- 2008 FU109
- 2008 FX109
- 2008 FD110
- 2008 FJ110
- 2008 FQ110
- 2008 FG112
- 2008 FL112
- 2008 FU112
- 2008 FV112
- 2008 FX112
- 2008 FY112
- 2008 FJ113
- 2008 FU113
- 2008 FG114
- 2008 FQ114
- 2008 FS114
- 2008 FO115
- 2008 FT116
- 2008 FX116
- 2008 FX117
- 2008 FD118
- 2008 FY118
- 2008 FK120
- 2008 FU120
- 2008 FX120
- 2008 FD121
- 2008 FV121
- 2008 FE123
- 2008 FQ124
- 2008 FU125
- 2008 FS126
- 2008 FS127
- 2008 FS128
- 2008 FX128
- 2008 FC129
- 2008 FE129
- 2008 FH129
- 2008 FX129
- 2008 FR131
- 2008 FK132
- 2008 FP133
- 2008 FT134
- 2008 FF135
- 2008 FH138
- 2008 FN138
- 2008 FE139
- 2008 FV139
- 2008 FT140
- 2008 FX140
- 2008 FY140
- 2008 FA141
- 2008 FB141
- 2008 FC141
- 2008 FE141
- 2008 FM141
- 2008 FQ141
- 2008 FT141
- 2008 FV141
- 2008 FW141
- 2008 FY141
- 2008 FZ141
- 2008 FF142
- 2008 FP142
- 2008 FA143
- 2008 FB143
- 2008 FC143
- 2008 FE143
- 2008 FF143
- 2008 FG143
- 2008 FH143
- 2008 FJ143
- 2008 FK143
- 2008 FL143
- 2008 FN143
- 2008 FP143
- 2008 FQ143
- 2008 FS143
- 2008 FT143
- 2008 FU143
- 2008 FM144
- 2008 FN144
- 2008 FO144
- 2008 FR144
- 2008 FU144
- 2008 FA145
- 2008 FC145
- 2008 FF145
- 2008 FG145
- 2008 FU145
- 2008 FX145
- 2008 FY145
- 2008 FA146
- 2008 FC146
- 2008 FN146
- 2008 FP146
- 2008 FQ146
- 2008 FW146
- 2008 FZ146
- 2008 FJ147
- 2008 FK147
- 2008 FL147
- 2008 FM147
- 2008 FN147
- 2008 FO147
- 2008 FU147
- 2008 FV147
- 2008 FZ147
- 2008 FB148
- 2008 FC148
- 2008 FD148
- 2008 FE148
- 2008 FG148
- 2008 FJ148
- 2008 FK148
- 2008 FM148
- 2008 FN148
- 2008 FO148
- 2008 FU148
- 2008 FW148
- 2008 FX148
- 2008 FB149
- 2008 FF149
- 2008 FH149
- 2008 FJ149
- 2008 FM149
- 2008 FQ149
- 2008 FR149
- 2008 FS149
- 2008 FX149
- 2008 FC150
- 2008 FF150
- 2008 FG150
- 2008 FH150
- 2008 FL150
- 2008 FM150
- 2008 FN150
- 2008 FO150
- 2008 FP150
- 2008 FQ150
- 2008 FV150
- 2008 FW150
- 2008 FX150
- 2008 FY150
- 2008 FZ150
- 2008 FA151
- 2008 FB151
- 2008 FC151
- 2008 FD151
- 2008 FE151
- 2008 FF151
- 2008 FG151
- 2008 FH151
- 2008 FJ151
- 2008 FK151